# Abu Muhammad al-Hasan ibn Ali
 (septembre 2024).
La mise en forme du texte ne suit pas les recommandations de Wikipédia : il faut le « wikifier ».
Les points d'amélioration suivants sont les cas les plus fréquents :
- Les titres sont pré-formatés par le logiciel. Ils ne sont ni en capitales, ni en gras.
- Le texte ne doit pas être écrit en capitales (les noms de famille non plus), ni en gras, ni en italique, ni en « petit »…
- Le gras n'est utilisé que pour surligner le titre de l'article dans l'introduction, une seule fois.
- L'italique est rarement utilisé : mots en langue étrangère, titres d'œuvres, noms de bateaux, etc.
- Les citations ne sont pas en italique mais en corps de texte normal. Elles sont entourées par des guillemets français : « et ».
- Les listes à puces sont à éviter, des paragraphes rédigés étant largement préférés. Les tableaux sont à réserver à la présentation de données structurées (résultats, etc.).
- Les appels de note de bas de page (petits chiffres en exposant, introduits par l'outil «  Source ») sont à placer entre la fin de phrase et le point final[comme ça].
- Les liens internes (vers d'autres articles de Wikipédia) sont à choisir avec parcimonie. Créez des liens vers des articles approfondissant le sujet. Les termes génériques sans rapport avec le sujet sont à éviter, ainsi que les répétitions de liens vers un même terme.
- Les liens externes sont à placer uniquement dans une section « Liens externes », à la fin de l'article. Ces liens sont à choisir avec parcimonie suivant les règles définies. Si un lien sert de source à l'article, son insertion dans le texte est à faire par les notes de bas de page.
- La présentation des références doit suivre les conventions bibliographiques. Il est recommandé d'utiliser les modèles {{Ouvrage}}, {{Chapitre}}, {{Article}}, {{Lien web}} et/ou {{Bibliographie}}. Le mode d'édition visuel peut mettre en forme automatiquement les références.
- Insérer une infobox (cadre d'informations à droite) n'est pas obligatoire pour parachever la mise en page.

Pour une aide détaillée, merci de consulter Aide:Wikification.
Si vous pensez que ces points ont été résolus, vous pouvez retirer ce bandeau et améliorer la mise en forme d'un autre article.
 (septembre 2024).
Abu Muhammad al-Hasan ibn Ali, connu sous le nom d'Ibn Ammar Abu Muhammad al-Hasan ibn Ali, également connu sous le nom d'Ibn Ammar, fut un chef militaire influent des Berbères Kutamas et ministre en chef (wāsiṭa) de l'État fatimide en Égypte,, principalement sous le règne du calife al-Hakim bi-Amr Allah (r. 996-1021). Son rôle dans les affaires militaires et politiques de l'époque, ainsi que son ascension au pouvoir en tant que régent, en font une figure clé de l'histoire fatimide,.

## Contexte et Ascension Militaire
Ibn Ammar émerge sur la scène politique fatimide en 971, lorsque, en tant que commandant de l'armée berbère des Kutamas du Maghreb, il arrive en secours  en Égypte pour renforcer les troupes fatimides face à l'invasion carmate. À cette époque, les Kutamas représentaient l'élite militaire de la dynastie fatimide, ayant été des soutiens cruciaux depuis sa fondation en Kabylie (Algérie) et son expansion en Égypte sous le califat d'al-Mu'izz li-Din Allah en 969,.
En Égypte, Ibn Ammar et son armée de Kutamas furent impliqués dans des opérations militaires contre les Carmates, qui avaient envahi le pays en 971 et 973-974. Durant cette période, il réussit à capturer plusieurs navires carmates près de Tinnis et envoya les prisonniers à la cour du Caire, illustrant ainsi son efficacité en tant que commandant militaire et son engagement envers le régime fatimide.

## Lutte pour le Pouvoir
À la mort du calife al-Aziz Billah en 996, le trône fut transmis à son jeune fils al-Hakim bi-Amr Allah, alors âgé de onze ans. Dans le contexte de cette transition, Ibn Ammar fut nommé régent (wāsiṭa), un poste similaire à celui de vizir. En tant que wāsiṭa, Ibn Ammar joua un rôle central dans la gestion des affaires de l'État pendant les premières années du règne d'al-Hakim.Son régime favorisa clairement les Berbères Kutamas, leur octroyant des salaires et réduisant ceux des autres factions de l'armée, notamment les Daylams et les Turcs, ce qui provoqua des tensions et des conflits internes. Son gouvernement fut perçu comme tyrannique, en raison de son favoritisme marqué envers les Kutamas et de ses politiques discriminatoires contre les autres groupes ethniques de l'armée.

## Chute du pouvoir
Il fut renversé par Barjawan, un eunuque saqalib qui chercha à équilibrer les factions militaires et à renforcer le pouvoir central. Barjawan mit fin au favoritisme d'Ibn Ammar envers les Kutamas et rétablit les salaires des autres factions, consolidant ainsi son propre pouvoir. Finalement, Ibn Ammar fut tué sur ordre d'al-Hakim, marquant la fin de son influence politique et militaire.
Sous le règne d'al-Hakim bi-Amr Allah.Barjawan devint wāsiṭa et chercha à équilibrer les relations entre les diverses factions militaires. Il tenta de rétablir l'ordre et de consolider l'autorité centrale en renforçant les alliances avec les factions marginalisées, augmentant les salaires des ghilman (soldats esclaves turcs) et intégrant davantage les groupes orientaux.